# Фрассинелле-Полезине
Фрассинелле-Полезине (итал. Frassinelle Polesine) — коммуна в Италии, располагается в провинции Ровиго области Венеция.
Население составляет 1626 человек, плотность населения составляет 77 чел./км². Занимает площадь 21 км². Почтовый индекс — 45030. Телефонный код — 0425.
Покровителем коммуны почитается святой апостол Варфоломей. Праздник ежегодно празднуется 24 августа.